# Asclepias curassavica
Espèce
Classification phylogénétique
Asclepias curassavica est une plante herbacée vivace de la famille des Asclépiadacées originaire d'Amérique tropicale et maintenant largement cultivée dans le monde entier comme plante ornementale.
C'est une plante haute d'un mètre environ, à la tige gris pâle, aux feuilles opposées, sessiles, lancéolées, acuminées. Ses fleurs aux pétales rouges et gynostège jaune-orangé sont groupées en cymes de 10 à 20 fleurs.
Cette vivace à souche ligneuse est souvent cultivée en annuelle, sa durée de vie est assez brève. Elle contient un latex blanc irritant et toxique. Elle attire les papillons monarques.

## Noms communs
Asclépiade de Curaçao, Fleur de sang, Ipéca bâtard appelée localement aux Antilles zèb-Man-Boivin (herbe de Mme Boivin), quadrille, herbe-à-ouatte, calypso.

## Un piège écologique pour le monarque migrateur
Comme toutes les asclépiades, A. curassavica est une plante-hôte du papillon monarque. Toutefois, des études suggèrent qu'elle peut avoir des effets néfastes sur les populations migratrices de ce papillons dans certaines régions où on la cultive en dehors de son aire de répartition naturelle, mais dont le climat lui permet de persister en automne et en hiver. Dans certaines régions comme les États américains de la Floride et de la Californie, cette espèce fleurit toute l'année, contrairement aux asclépiades indigènes qui entrent en sénescence à l'automne. Il en résulte que certains monarques, au lieu de migrer, se sédentarisent où A. curassivica est cultivée. 
Cette longue floraison est apparemment problématique pour le monarque puisque les papillons sédentaires présentent un taux plus élevé d'infection au parasite protozoaire Ophryocystis elektroscirrha (OE), par rapport aux monarques qui complètent leur migration,. L'Asclépiade tropicale constituerait donc un « piège écologique » pour ces papillons qui ont trouvé là un site de reproduction hivernal.
Une solution est de demander aux jardiniers et propriétaires de supprimer toutes les asclépiades exotiques pour les remplacer par des souches locales, ou au moins de couper la plante à l'automne pour éviter que des papillons monarques y oublient de migrer.

## Galerie

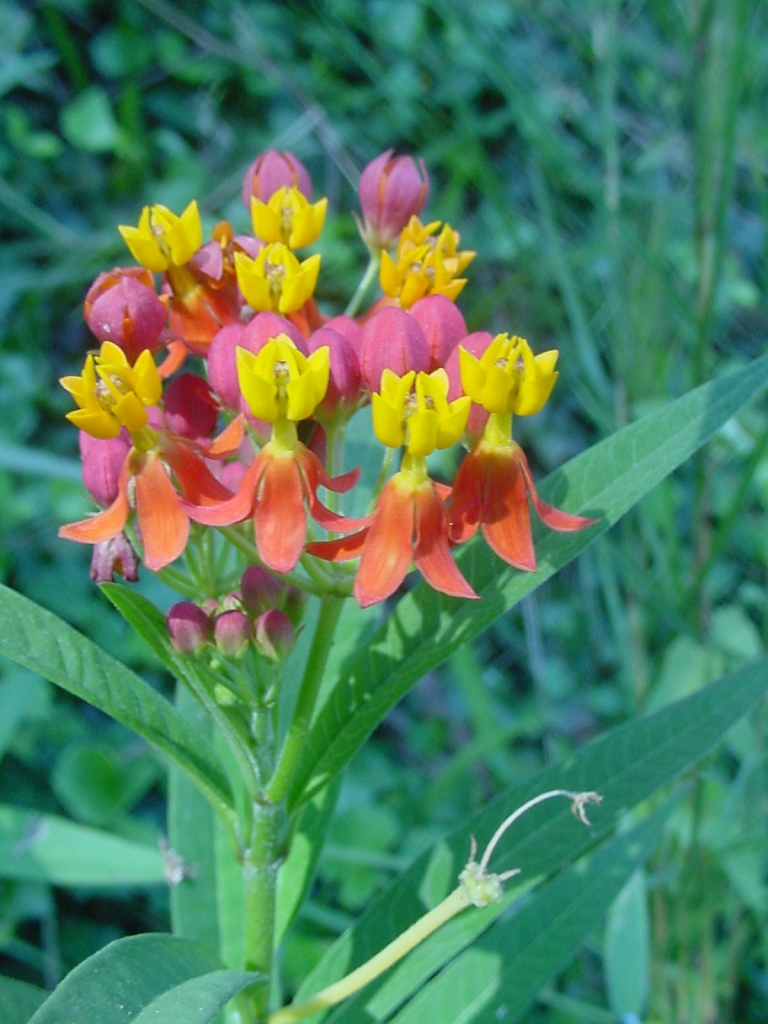
Fleurs.
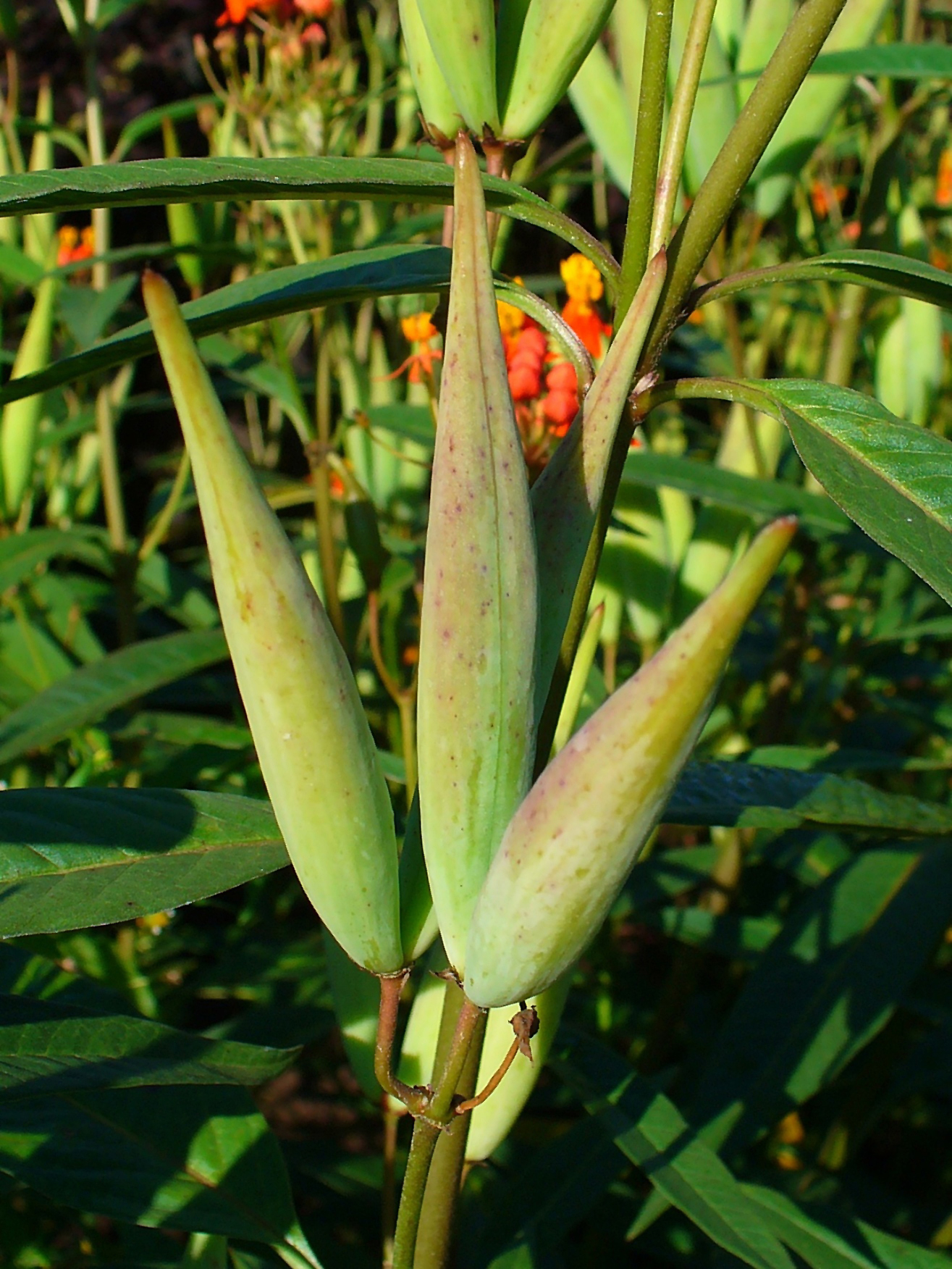
Fruits.
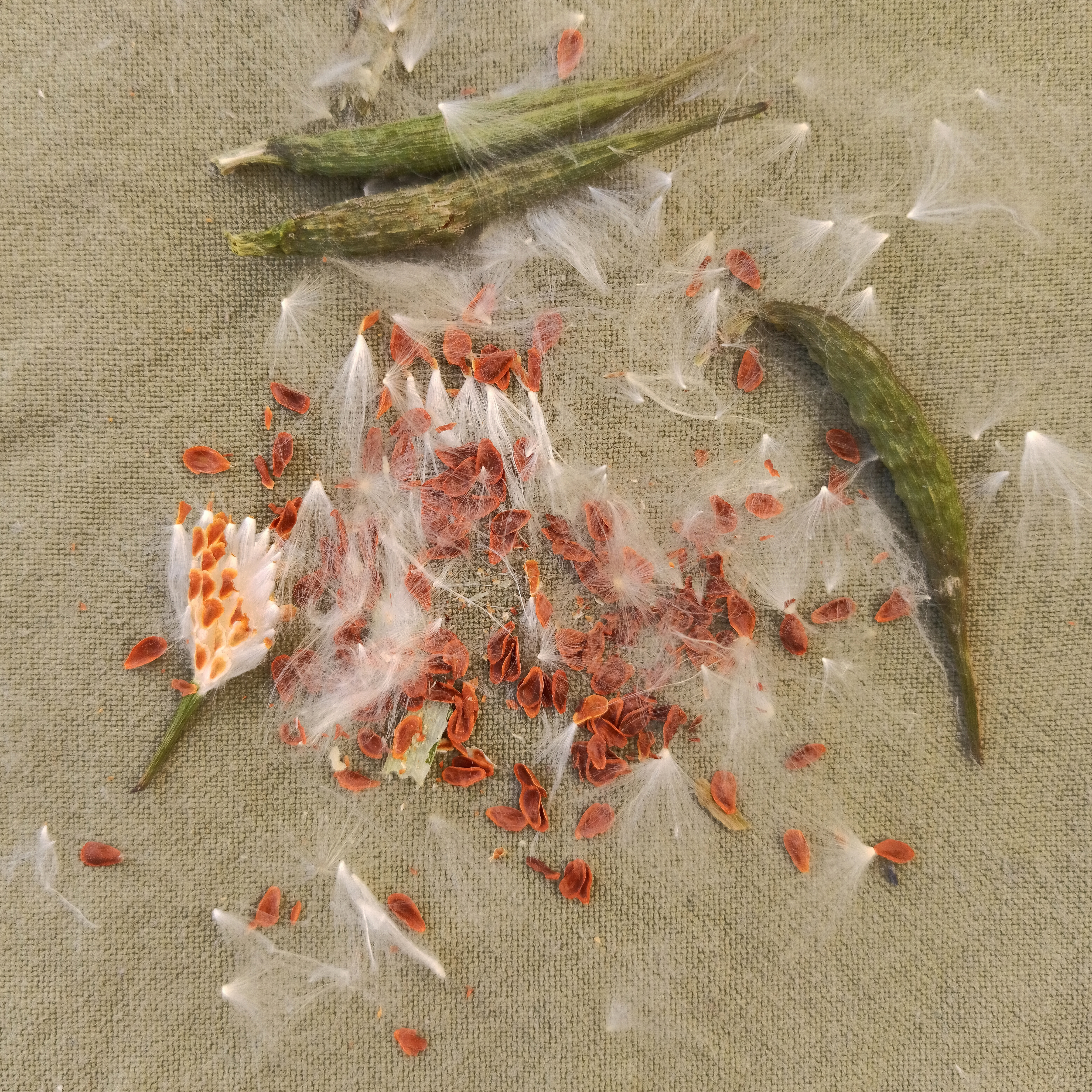
Graines.
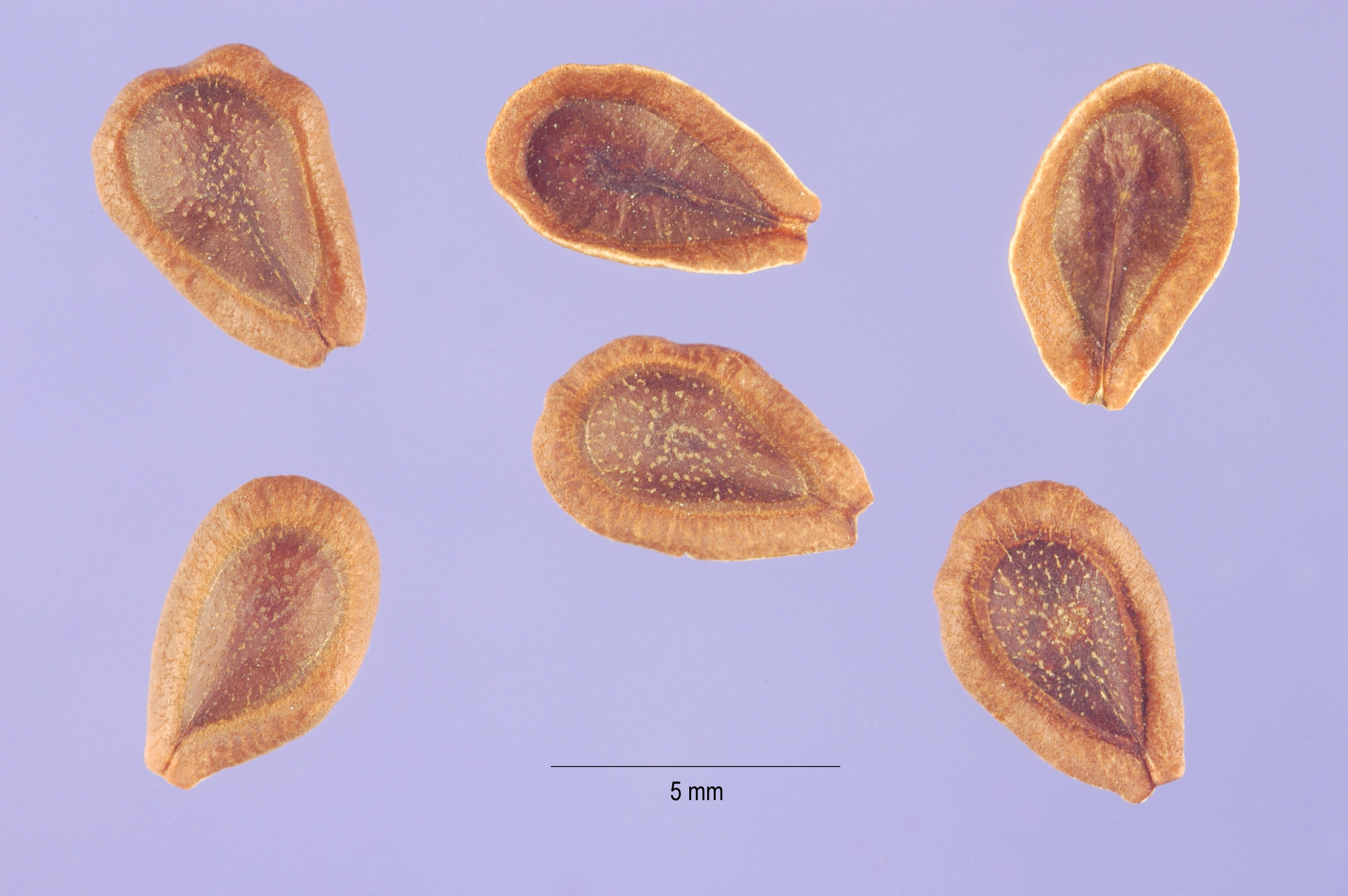
Graines.
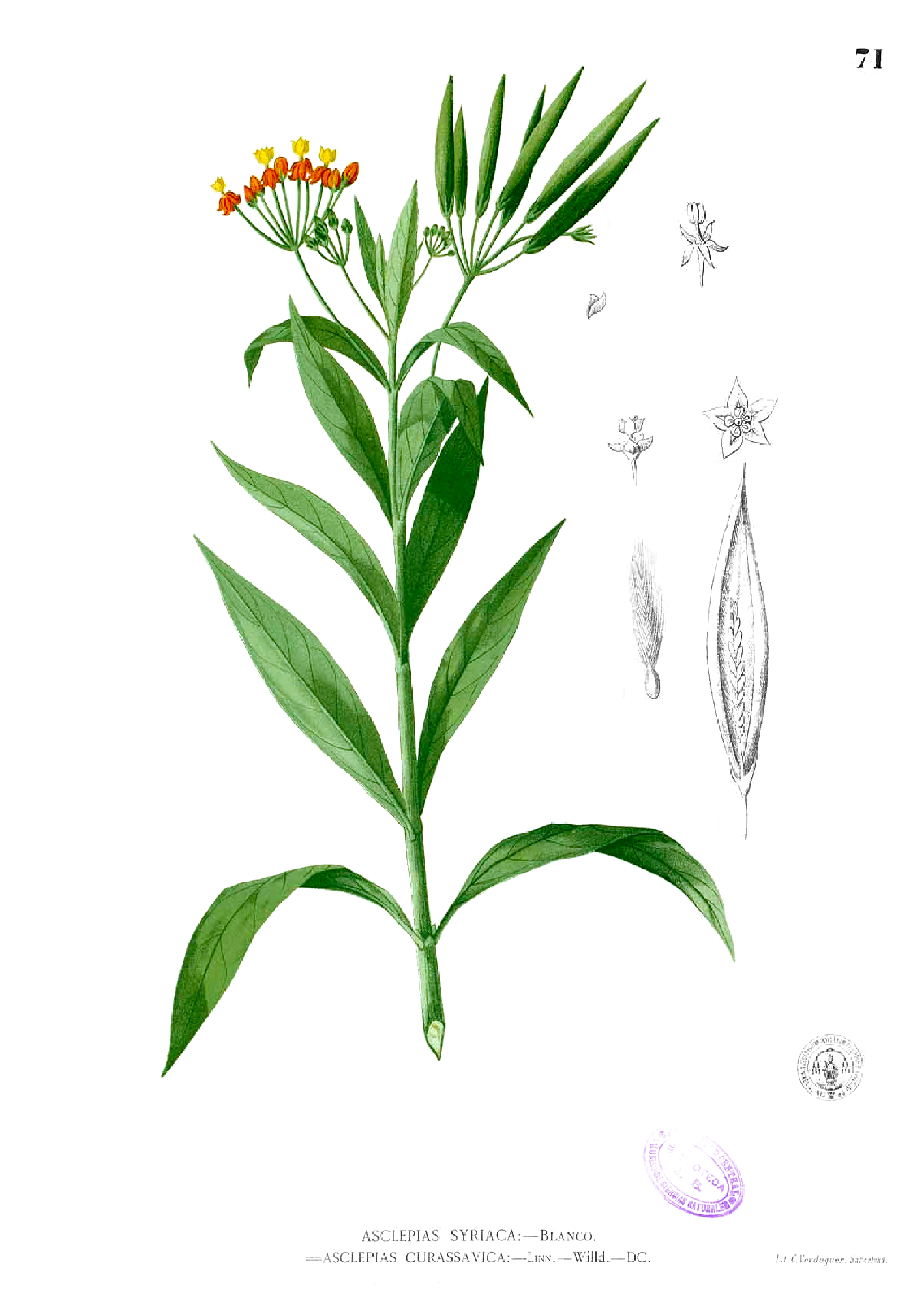
Planche botanique.